# HMS Gladiolus (K34)
La HMS Gladiolus era una corbeta i la primera de la Classe Flower de la Royal Navy durant la segona guerra mundial.
Es va construir a partir del 19 d'octubre de 1939 a les drassanes Smiths Dock Company al riu Tees, va ser botada el 24 de gener de 1940 i comissionada el 6 d'abril de 1940.
La Gladiolus va participar en la batalla de l'Atlàntic fent d'escorta als combois a l'Atlàntic nord. Es va enfonsar en combat el 16 d'octobre de 1941.

## Servei
Després de la comissió, primer es va entrenar la tripulació i el vaixell ser destinat a la Força d'escortes dels Accessos Occidentals. En els seus 18 mesos de servei va escortar sobre 40 combois, dels quals van ser atacats uns dotze i va participar en la destrucció de tres U-Boots
El 28 de juny de 1940 va rescatar setze sobrevivents del SS Llanarth, que havia sigut torpedinat i enfonsat pel U-30 de Fritz-Julius Lemp
La Gladiolus va participar, l'1 de juliol de 1940, en l'enfonsament del U-Boot tipus I U-26. Aquest va ser el primer U-Boot enfonsat per una corbeta. L'U-26 havia set molt danyat per les 8 càrregues de profunditat llançades per la Gladiolus i per les bombes llençades per un Short Sunderland, la seva tripulació el va barrinar.
L'abril del 1941 va participar com a escorta del comboi HX 121. El 28 d'abril va ser enviada com a reforç, junt amb 2 destructors, al comboi HX121 que l'estaven atacant els alemanys. Durant aquell dia i els següents va fer varis contactes de sonar i va llençar càrregues de profunditat. El 29 d'abril va rescatar sobrevivents del Beacon Grange que l'havia torpedinat el U-552. Al final del dia va veure un submarí en superfície i el va atacar. Va observar bombolles d'aire i restes. Això va fer que es penses que havia destruït l'U-65, però una avaluació de postguerra va trobar que no s'havia destruït cap submarí aquell dia.
El juny de 1941 els alemanys van atacar el comboi HX133; Es va ordenar a la Gladiolus que deixeis l'escorta del comboi OB 335 i que s'unís al HX133 com a reforç. A la mitjanit del 24 al 25 de juny va veure al U-71 en superfície i el va atacar, va intentar envestir-lo, però per evitar danys majors va reduir la velocitat i el U71 va submergir-se. La Gladiolus va atacar-lo cinc cops, fent servir 30 càrregues de profunditat en total. A l'atac se li va afegir la corbeta HMS Nasturtium que en va llençar 6 més. l'U-71 estava severament danyat, va emergir i va intentar escapar en superfície; la Gladiolus i la Nasturtium van obrir foc i van impactar a la torreta del submarí. Es va donar el crèdit a la Gladiolus de la destrucció del U-71 però havia aconseguit escapar-se i tornar a la seva base. A la matinada del 27 de juny l'U-556 va atacar el comboi, la Nasturtium el va albirar i el va atacar. A l'atac si van afegir la Gladiolus i la corbeta HMS Celandine. Totes juntes van llençar 50 càrregues de profunditat que van forçar a pujar a la superfície el U-556. Les corbetes van disparar-lo a boca de canó forçant a la tripulació a abandonar-lo. El submarí es va enfonsar abans que pogués ser assegurat com a presa.
L'octubre de 1941 formava part de l'escorta del comboi SC 48 quan va ser enfonsada. La Gladiolus va desaparèixer la nit del 16 al 17 d'octubre mentre escortava el comboi SC48. En aquell moment no se sabia per què s'havia enfonsat el vaixell. Anàlisis de post guerra han determinat que va ser enfonsada per l'U-553.